# Gerald Bouey
Pour les articles homonymes, voir Bouey.
Gerald Keith Bouey (né en 2 avril 1920 à Axford (en) en Saskatchewan et mort le 6 février 2004 à Ottawa en Ontario) est un économiste canadien. Il est gouverneur de la Banque du Canada de 1973 à 1987.

## Biographie
Né à Axford en Saskatchewan, Bouey réalise un Bachelor of Arts en économie de l'Université Queen's. Durant la Seconde Guerre mondiale, il sert dans l'Aviation royale canadienne et atteins le rang de Flight lieutenant.
En 1953, Bouey se joint à la Banque du Canada en tant que chef assistant. Il devient ensuite chef adjoint en 1956 et chef du département de recherche en 1962. Après un passage en tant que conseiller du gouverneur en 1965 et vice-gouverneur en 1972.
En 1981, Bouey est fait officier de l'Ordre du Canada.